# Château de Chatenet
Pour les articles homonymes, voir Chatenet (homonymie).
Le château de Chatenet, situé sur la commune de Rétaud en Charente-Maritime, est une demeure fortifiée de plaine, construite sur un site archéologique.

## Historique
Un habitat gallo-romain aurait existé au lieu où est implanté le château.
Plus tard, le fief de Chatenet aurait fait partie de la commanderie des Épeaux de Meursac, et Renaud de Beaumont l'aurait acheté en 1302. La légende voudrait que c'est au XIVe siècle que débuta la construction du donjon qui aurait été destiné à surveiller les deux routes se croisant à ses pieds : le grand chemin de Cozes et la voie de Mortagne à Rétaud.
Puis, au XVe siècle, le fief serait passé aux mains d'une branche cadette des Beaumont, lesquels auraient fait restaurer les constructions et entourer le château d'une enceinte à tours d'angle accessible par une grande porte.
Si un acte du 25 janvier 1491 confirme que la forêt de Chatenet a effectivement appartenu aux Beaumont, une autre pièce, de septembre 1497, indique que la seigneurie de Chatenet, ayant droit de haute, moyenne et basse justice, était la propriété d'Isabeau Chaudrier, veuve de François de Clermont, seigneur de Dampierre-sur-Boutonne, et qu'elle relevait de la châtellenie de Cozes. D'ailleurs quelques mois plus tard, Jacques de Clermont, fils aîné de François, portait le titre de seigneur de Chatenet.
Par la suite la seigneurie de Chatenet revint à Claude de Clermont, premier gentilhomme de la chambre du roi, seigneur de Dampierre-sur-Boutonne et de Fouras, disgracié en 1544, mort l'année suivante. Il laissa pour héritière Claude-Catherine de Clermont, dame de Dampierre-sur-Boutonne et de Chatenet, qui épousa en secondes noces Albert de Gondi, né à Florence, premier gentilhomme de la chambre du roi Charles IX, gouverneur de Metz, général des galères, maréchal de France, homme de confiance de Catherine de Médicis, seigneur de Pecq, du Vésinet (1569), marquis de Belle-Isle (1572), seigneur de Balue (1573), de Versailles (1575) puis duc de Retz (1582). Attirés par la vie de cour, Claude-Catherine de Clermont et ses héritiers se séparèrent peu à peu de leurs terres de Saintonge, de Poitou et d'Aunis. Le château de Dampierre-sur-Boutonne fut vendu en 1598 et celui de Fouras en 1606. Quant à la seigneurie de Chatenet, elle semble avoir été cédée peu avant 1597 à Nicolas Desmier (ou Dexmier), seigneur de Beauregard. La famille Desmier conserva Chatenet jusqu'en 1761, date à laquelle elle fut vendue par Louis-Etienne Desmier d'Archiac, marquis de Saint-Simon, maréchal des camps et armées du roi, commandant en Franche-Comté, à Pierre-Charles Mossion de La Gonterie, chevalier de Saint-Louis, et à son épouse Bénigne-Victoire de Vallée. L'acquéreur réorganisa et agrandit le domaine puis en 1771 vendit à son tour Chatenet, avec une importante plus-value, à Michel-Joseph Froger de l'Éguille, commandeur de l'ordre de Saint-Louis, lieutenant-général des armées navales, commandant de la Marine au port de Rochefort, seigneur de L'Éguille, en Saintonge, et d'Ardillières, en Aunis, terre provenant de sa femme, Marie-Thérèse de Gaudion. À la suite d'un partage conclu à Rochefort, en 1781, entre leurs quatre enfants, le château de Chatenet fut attribué à Marie-Thérèse-Armande Froger de L'Éguille, épouse de Henry de Brétinauld, baron de Saint-Seurin-d'Uzet. Il était aux mains de sa fille, Marie-Pélagie-Thérèse de Brétinauld, épouse de Henri-Frédéric Laborie de Guitard, lorsqu'il fut saisi puis adjugé, en 1828, à Louis-Paul Frétard d'Écoyeux. Echu en 1854 à la fille de ce dernier, Anne-Paule Frétard d'Écoyeux, mariée avec Marie-Gustave Le Moyne de Sérigny, le château aurait alors fait l'objet d'un certain nombre travaux sur le corps de bâtiment principal. Le "marquis" de Sérigny aurait également fait élever l'aile sud des dépendances et détruire tous les bâtiments de l'avant-cour situés entre le "donjon" et la route départementale reliant Saintes à Cozes.
Puis, le domaine fut vendu en 1885 à Léo Reddon, propriétaire du domaine voisin du Châtelier. Quelques années plus tard, en 1901, le château de Chatenet fut attribué à la fille de Léon Reddon, Marie-Marguerite, mariée avec Pierre-Albert Favre (1868-1952), connu en politique sous le nom d'Ernest Albert-Favre. Médecin et maire de la commune de Rétaud, Pierre-Albert Favre  fut également député et sous-secrétaire d'état à l'intérieur du gouvernement de Georges Clemenceau (1920). Mis en cause dans l'affaire Oustric, aux côtés de plusieurs anciens ministres, il comparut en 1931 devant la Haute Cour de Justice, mais fut acquitté faute de preuve au mois de juillet de la même année. Arrêté par la suite pour faits de collaboration, il fut condamné par arrêt de la cour de justice de Saintes, du 23 novembre 1944, à la confiscation de ses biens. Il mourut le 16 juin 1952 à Saint-Georges-de-Didonne à l'âge de 84 ans.
Saccagé et pillé lors de la Libération, le château de Chatenet, dont Pierre-Albert Favre avait l'usufruit depuis la mort de sa femme, en 1937, fut attribué en 1946 à Gaëtan Martin, avant de connaître une longue période d'abandon qui aboutira à l'effondrement du "donjon"[Quand ?], pourtant classé monument historique dès 1942.
En 1997, le colonel Jérôme Arnauld des Lions, vétérinaire en chef du Centre sportif d'équitation militaire, et sa femme Diane, parents de huit enfants, rachetèrent la bâtisse, alors en triste état, pour la restaurer progressivement.

## Architecture
Une porte fortifiée garde l'accès à la cour.
Le donjon est rectangulaire, haut de 12 mètres, constitué d'un rez-de-chaussée semi-enterré surmonté de deux étages communiquant chacun avec le logis, le tout desservi par un escalier à vis dans une tourelle ronde. Le sommet est un étage de défense sous charpente.
Une des tours de défense a été transformée en pigeonnier puis en buanderie et four à pain.
L'aile la plus ancienne du logis comporte un vestibule avec un escalier en pierre et deux pièces.

## Protection
Le donjon fait l’objet d’un classement au titre des monuments historiques depuis le 23 mars 1942.
Le reste de l'édifice fait l’objet d’une inscription au titre des monuments historiques depuis le 22 juillet 1942.